# Val de la Sabina
El Val de la Sabina és un llogaret pertanyent al terme municipal de la vila d'Ademús, en la comarca valenciana del Racó d'Ademús (País Valencià, Espanya). Es tracta del llogaret més proper a la vila i, en l'actualitat, també una de les més poblades. S'assenta en un vessant del marge dret de la Rambla del Val, afluent del riu Turia. La població domina la petita vall que conforma aquesta rambla i les fèrtils terres de la qual s'aprofiten per al cultiu.

## Llocs d'interés
En Val de la Sabina destaca l'ermita de sant Miguel Arcàngel, del segle xvi. També l'antiga escola, recentment remodelada. Pel que fa a l'arquitectura popular, també es pot observar bones mostres d'edificacions tradicionals en les seves estrets i tortuosos carrers.
Cal destacar també l'interès que té el seu patrimoni natural. Al costat del Val de la Sabina transcorre un tram del PR-V 131.6, Ruta del Bohilgues i del Val.
La seva festa patronal és el dia de sant Miguel Arcángel al setembre.

## L'ermita de Sant Miquel Arcàngel

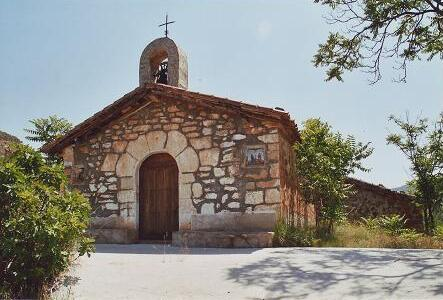
Ermita de Sant Miquel Arcàngel. Façana. Val de la Sabina, Ademús

De les ermites disseminades pels llogarets del terme d'Ademús, la de sant Miguel Arcángel és la qual compte amb una major antiguitat. Encara que possiblement fundada amb anterioritat, comença a estar documentada a mitjan segle xvi. Ja en aquests moments es trobava entre els edificis administrats pel síndic de les Ermites, càrrec nomenat per la municipalidad.
L'ermita de sant Miguel Arcángel constitueix un dels pocs edificis religiosos existents en la comarca que són de fundació laica. Efectivament, la seva institució es va deure a la branca dels Castellblanc d'Ademús. Encara segles després, en 1767, un clergue beneficiat de l'església de sant Pere i sant Pau d'Ademús, Francisco Blasco de Castellblanc, llegava en el seu testament certa quantitat de diners per a adornar la "Hermita del Senyor San Miguel, construïda i fundada pels seus avantpassats en la masia del Val".
L'edifici és de gran senzillesa, de planta rectangular i nau única, sense capelles laterals. El més destacat del seu interior és el presbiteri que es troba cobert per una volta de creueria gòtica. La nau es cobreix amb un senzill sostre de fusta a dues aigües. En el costat de l'Epístola s'obre la petita sagristia i en el costat oposat encara es conserva el seu púlpit. En l'exterior destaquen els contraforts que reforcen els murs del presbiteri i la seva portada, consistent en un auster arc de mig punt flanquejat per dues escenes en ceràmica del Calvari, i coronada per una petita espadanya.